# Jean du Plessis

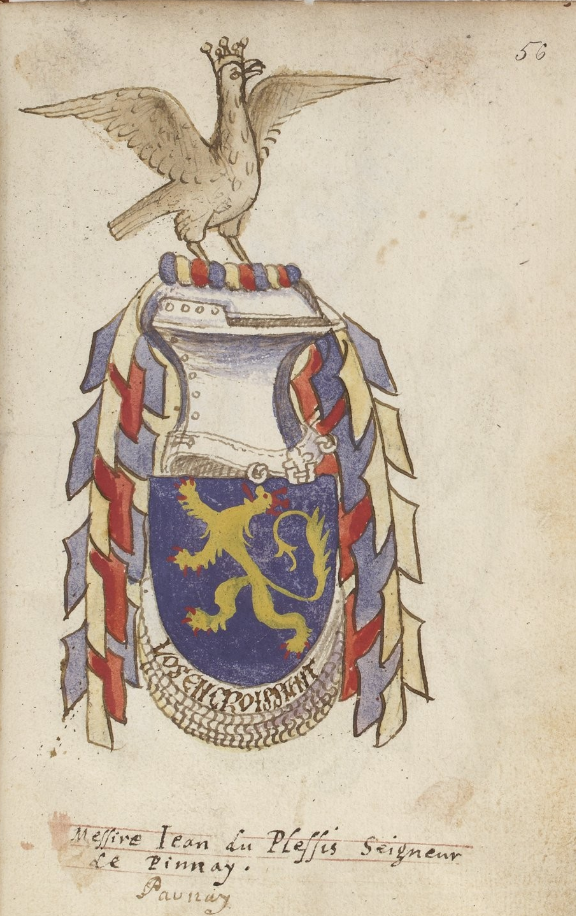
Armoiries de Jean du Plessis (Statuts de l'Ordre du Croissant)

Jean du Plessis, dit le Bègue (....- décédé le 28 novembre 1476), fut seigneur de Parnay (Maine-et-Loire). Son tombeau se trouve d'ailleurs dans l'église paroissiale de ce lieu. Il y est enterré avec son épouse, Michelle des Clousis (..... - décédée le 16 octobre 1479). Le texte inscrit sur leur tombeau précise que Jean était membre de l'Ordre du Croissant et conseiller du roi de Sicile. Il était donc proche de René d'Anjou.
En 1474, il est d'ailleurs témoin au testament de ce dernier et est ensuite nommé viguier de Marseille. Dans les années 1460, il est le représentant de René en Italie pour négocier une alliance avec Milan.